# Hélène Reinhard
Pour les articles homonymes, voir Reinhard.
Hélène Reinhard est une architecte et urbaniste installée en France et en Espagne, spécialisée dans la réhabilitation des quartiers populaires et des copropriétés dégradées en quartiers périphériques. Elle a fondé l'agence SOL Architecture et Urbanisme et a occupé la fonction de présidente de l'Association des Architectes-Conseils de l'État français. En 2025 elle est coordinatrice de la commission internationale de Barcelona en Comú (Barcelone en Commun).

## Biographie

### Formation
Hélène Reinhard a intégré l'École nationale supérieure d'architecture de Lyon puis a poursuivi ses études à l'École nationale supérieure d'architecture de Paris-La Villette (ENSAPLV). Enfin, elle a obtenu un Master en coopération internationale à l'Institut des hautes études de l'Amérique latine (IHEAL) - Sorbonne Nouvelle.

### Carrière professionnelle
En 2003, elle commence sa carrière comme chargée de mission ANRU à l'OPHLM d'Aubervilliers. Elle travaille ensuite au Pact'Arim des Yvelines, organisation spécialisée dans la lutte contre l'habitat indigne.[réf. souhaitée]
En 2008, elle fonde sa première agence qui travaille principalement sur des projets de rénovation urbaine pour des municipalités comme Trappes et des offices HLM. Elle se spécialise progressivement dans la réhabilitation des copropriétés dégradées, collaborant avec l'Agence nationale de l'habitat (ANAH) sur plusieurs projets en Île-de-France.
En 2019, elle crée SOL Architecture et Urbanisme, une agence spécialisée dans la réhabilitation des quartiers périphériques.
En 2024, elle ouvre SOL Architecture et Urbanisme à la recherche en ouvrant un pôle R&D en urbanisme féministe .

### Fonction d'Architecte-Conseil de l'État
Hélène Reinhard est Architecte-Conseil de l'État pour l'Occitanie et est élue en 2021 présidente de l'Association des Architectes-Conseils de l'État.

### Engagement politique à Barcelone
En 2023, elle s'installe à Barcelone et rejoint Barcelona en Comú, le mouvement citoyen ayant dirigé la mairie sous Ada Colau. En 2025, elle devient coordinatrice de la commission internationale de Barcelona en Comú, développant des liens entre les mouvements municipaux progressistes en Europe et en Amérique latine. Elle travaille sur des thématiques liées aux politiques urbaines, aux droits des migrants et aux questions féministes.

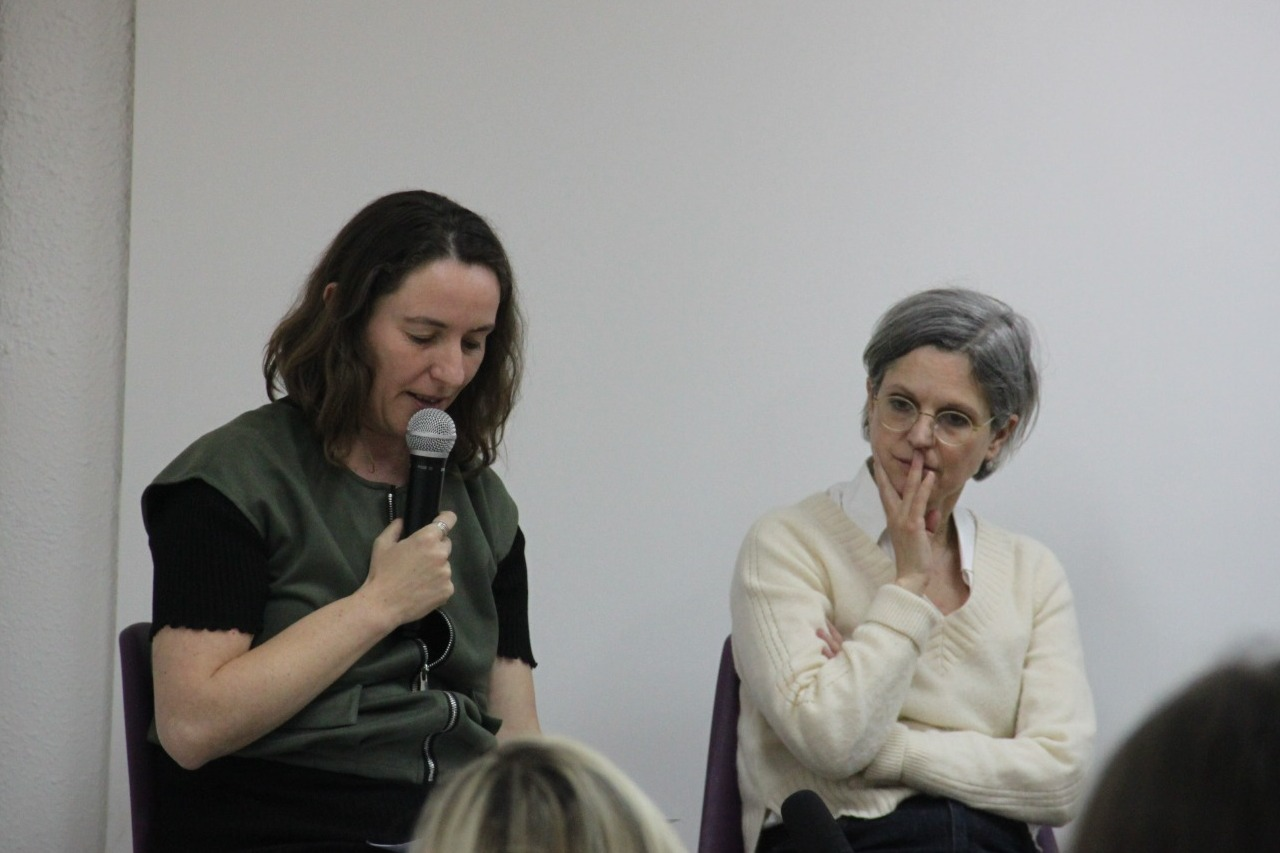
Sandrine Rousseau et Hélène Reinhard en avril 2025, lors d'une table ronde Barcelona en Comú / Les Écologistes - EELV portant sur l'urbanisme, l'écologie et le féminisme.

## Engagements et travaux notables
Hélène Reinhard a travaillé sur plusieurs Opération de requalification des copropriétés dégradées (ORCOD), notamment celle de Clichy-sous-Bois (Le Chêne Pointu) où elle a appliqué une méthodologie de gestion de l'attente particulièrement soucieuse des habitants, et s'est positionné contre la destruction systématique du bâti des grands ensembles des Quartiers prioritaires de la politique de la ville.
Elle a appliqué cette méthode également à Villiers-le-bel  et Grigny.

## Méthodologie et philosophie de travail
Hélène Reinhard a développé une approche participative de l'architecture, impliquant directement les habitants dans la transformation de leur cadre de vie. Dans ses projets, notamment au Chêne-Pointu à Clichy-sous-Bois, elle a mis en œuvre une méthode basée sur quatre axes : technique (réparation des logements), artistique (appropriation des lieux par les habitants), jardinage, et transformation des rez-de-chaussée en espaces actifs.
Pour établir ses diagnostics, elle privilégie le contact direct avec les habitants, comme au Chêne-Pointu où elle a réalisé 150 entretiens en porte-à-porte sur cinq jours. Cette démarche lui permet d'adapter ses projets aux besoins réels des populations concernées.
Elle défend une vision de l'architecture comme processus social et plaide pour une évolution des contrats d'architecture qui permettrait une présence continue des architectes sur le terrain, tout au long des projets de rénovation urbaine.

## Conférences et interventions
Elle participe à des conférences sur l'urbanisme et les questions sociales, notamment :
- Fearless Cities (Sheffield, 2024)[8]
- City for Her (UIA, Kuala Lumpur, 2024)[9]
- Table ronde "Repolitiser la ville" pour les architectes-conseils de l'État (2023) [10]
- Conférences sur l'urbanisme inclusif (ENSA Lyon, Ekopolis)[11]

## Prix et distinctions
- 2016 : Sélection officielle à la Biennale Internationale d'Architecture de Venise[1],[12]
- 2021 : Présidente de l'Association des Architectes-Conseils de l'État[5]
- 2023 : Prix de la Requalification de copropriétés (UNSFA)[13]
- 2023 : Prix Friendly & Inclusive Design (UIA)[14]